# Orthostoma abdominale
Orthostoma abdominale là một loài bọ cánh cứng trong họ Cerambycidae.